# José González Ganoza
José Manuel González Ganoza (ur. 10 lipca 1954  – zm. 8 grudnia 1987) – piłkarz peruwiański grający na pozycji bramkarza. Wzrost 190 cm, waga 85 kg.

## Kariera klubowa
W swojej karierze piłkarskiej González Ganoza był zawodnikiem zespołu Alianza Lima.

## Kariera reprezentacyjna
Jako gracz klubu Alianza Lima był w składzie reprezentacji podczas turnieju Copa América 1975, gdzie Peru zdobyło tytuł mistrza Ameryki Południowej. González Ganoza nie zagrał w żadnym meczu.
Będąc piłkarzem klubu Alianza Lima wziął udział w turnieju Copa América 1987, gdzie Peru odpadło w fazie grupowej. González Ganoza zagrał w obu meczach - z Argentyną (stracił bramkę) i Ekwadorem (stracił bramkę).
W 1982 roku González został powołany przez selekcjonera Tima do kadry na Mistrzostwa Świata w Hiszpanii. Tam był rezerwowym bramkarzem dla Ramóna Quirogi i nie rozegrał żadnego spotkania.
W reprezentacji narodowej González Ganoza od 10 lipca 1975 roku do 4 lipca 1987 roku rozegrał 27 meczów i stracił 32 bramki